# Хомутов, Владимир Сергеевич
Владимир Сергеевич Хомутов (23 декабря 1938, Москва — 2003) — советский футболист, защитник, тренер. Мастер спорта СССР (1962).

## Биография
Родился в московском районе Сокольники. В 1952 году начинал играть на стадионе «Труд». Выступал на позициях защитника и полузащитника за юношеские команды «Метрострой» и ФШМ (1956, обладатель Кубка Москвы). С мая 1957 — в составе «Торпедо» Москва. В основном играл в дублирующем составе, победитель турнира дублёров в 1959 году. В чемпионате провёл девять игр, дебютировал 22 октября 1960 в домашней игре против московского «Локомотива» (1:3); в этом году «Торпедо» стало чемпионом и обладателем Кубка СССР. В следующем году Хомутов сыграл восемь матчей, финалист Кубка СССР 1961. По ходу сезона-1962 перешёл в ленинградское «Динамо», в 1963 году команда вылетела из первой подгруппы класса «А». Хомутов играл в «Динамо» до 1965 года, был капитаном команды. Далее выступал в командах второй группы класса «А» «Металлург» Запорожье (1966) и «Авангард» Жёлтые Воды (1967—1968). 1968 год завершал в команде чемпионата Ленинграда «Сокол».
Окончил школу тренеров при ГОЛИФК имени П. Ф. Лесгафта (1963—1968). Тренировал ленинградские команды «Техприбор» (июнь 1968 — ноябрь 1973), Средне-Невский судостроительный завод (декабрь 1973 — март 1975), СК «Петроградец» (февраль 1976 — февраль 1992), СК «Красногвардеец» (1993).
Тренер второй категории (1970). Судья по футболу (1989). Награждён медалью «Ветеран труда» (1990).
Скончался в 2003 году.